# Heterospilus baeticatus
Heterospilus baeticatus är en stekelart som först beskrevs av Léon Abel Provancher 1880.  Heterospilus baeticatus ingår i släktet Heterospilus och familjen bracksteklar. Inga underarter finns listade i Catalogue of Life.